# جوناثان أندرسون (مصمم أزياء)
جوناثان أندرسون (بالإنجليزية: Jonathan Anderson) هو مصمم أزياء بريطاني، ولد في 1984 في مهرفلت ‏ في المملكة المتحدة.

## الجوائز
- 2023 لقب "أفضل مصمم للعام 2023" من مجلس مصممي الأزياء في أميركا.
- 2023 لقب "أفضل مصمم للعام 2023" من مجلس الأزياء البريطاني.[6]